# All Progressives Grand Alliance
De All Progressives Grand Alliance (Nederlands: Al-Progressieve Grote Alliantie) is een politieke partij in Nigeria. De APGA is momenteel de derde partij van het land met 10 zetels in het Huis van Afgevaardigden, een winst van 8 zetels t.o.v. 2015. De partij heeft echter geen zetels in de Senaat. 
De APGA heeft vooral aanhang onder de Igbo in het zuiden van Nigeria. In 2003 was Chukwuemeka Odumegwu Ojukwu, oud-president van Biafra (het deel van Nigeria waar de Igbo wonen), kandidaat voor het presidentschap van Nigeria voor de APGA. Hij kreeg 3,3% van de stemmen. In 2007 was hij opnieuw presidentskandidaat en kreeg toen slechts 0,44% van de stemmen.
Momenteel levert de partij één gouverneur van een Nigeriaanse deelstaat, Willie Obiano van Anambra (sinds 2014). Zijn directe voorgangers Peter Obri (2006, 2007-2014) en Virginia Etiaba (20056-2007) behoorden eveneens tot de APGA.
In 2013 ging een deel van de APGA op in de nieuwe partij All Progressives Congress (APC), momenteel (2021) de grootste partij van Nigeria.

## Partijembleem
Het embleem van de partij is een haan op een gele achtergrond. (Externe afbeelding)

## Zetelverdeling

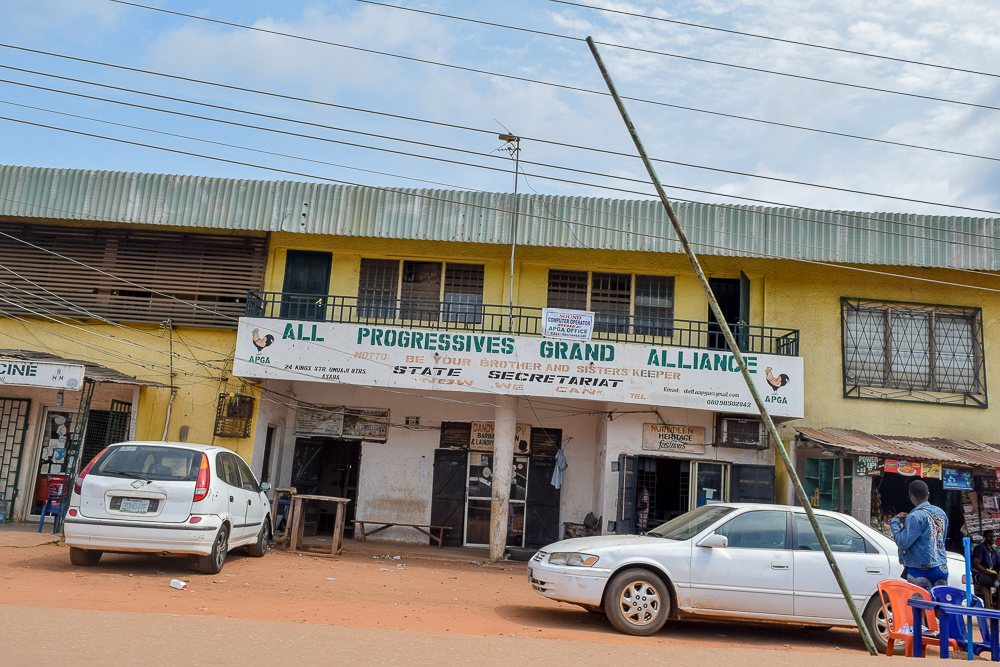

| Zetelverdeling Huis van Afgevaardigden | Zetelverdeling Huis van Afgevaardigden | Zetelverdeling Huis van Afgevaardigden | Zetelverdeling Huis van Afgevaardigden |
| jaar                                   | %                                      | zetels                                 | totaal                                 |
| -------------------------------------- | -------------------------------------- | -------------------------------------- | -------------------------------------- |
| 2003                                   | 1,36%                                  | 3                                      | 360                                    |
| 2007                                   | -                                      | -                                      | 360                                    |
| 2011                                   | 1,71%                                  | 7                                      | 360                                    |
| 2015                                   | -                                      | 5                                      | 360                                    |
| 2019                                   | -                                      | 10                                     | 360                                    |
| Zetelverdeling Senaat                  |                                        |                                        |                                        |
| jaar                                   | %                                      | zetels                                 | totaal                                 |
| 2003                                   | -                                      | 0                                      | 109                                    |
| 2007                                   | -                                      | 0                                      | 109                                    |
| 2011                                   | -                                      | 1                                      | 109                                    |
| 2015                                   | -                                      | 0                                      | 109                                    |
| 2019                                   | -                                      | 0                                      | 109                                    |